# Lüttje Lage

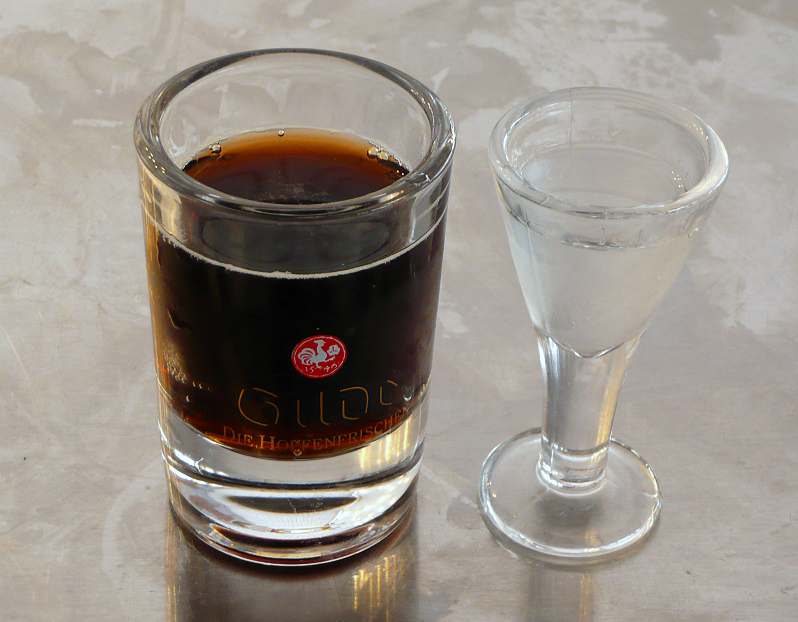
Lüttje Lage

Eine Lüttje Lage ist ein im Raum Hannover verbreitetes Mischgetränk aus dem speziellen obergärigen Lüttje-Lagen-Schankbier und Kornbrand. Eng verbunden mit der Lüttjen Lage ist eine spezielle traditionelle Trinkweise.

## Herkunft und Verbreitung

Blick durch den alten Rösehof in Hannover, mit Noten und Liedtext Im Rösehof bin ich geboren;
lithografierte Ansichtskarte von Fritz Thörner, Hannovera-Verlag, um 1904

Der Name Lüttje Lage stammt möglicherweise aus dem Lateinischen, wo lagona für Krug oder Flasche steht. Im Altdeutschen gab es dafür die Bezeichnung lagella. Der Hannoveraner Cord Broyhan aus dem Dorf Stöcken (heute Stadtteil) braute 1526 als erster das nach ihm benannte obergärige Broyhan-Bier. Damit verschaffte er Hannover einen wirtschaftlichen Aufschwung und eine bedeutende Stellung im Bereich der damaligen Braukunst. Aus der Sitte, das Broyhan-Bier zusammen mit Branntwein zu trinken, entstand Ende des 19. Jahrhunderts die Lüttje Lage. Zunächst war sie ein preiswertes Getränk der kleinen Leute, das es in den vielen kleinen Kneipen der Altstadt gab. Ein ähnliches Getränk durch die Kombination von Bier und Schnaps entwickelte sich in Hamburg als Lütt un Lütt.
1904 veröffentlichte der Lokalredakteur Fritz Thörner sein Lüttje-Lagen-Lied, das auf den Rösehof Bezug nimmt und auch unter dem Titel seiner ersten Strophe bekannt wurde.
Heute wird die Lüttje Lage als Getränk bei Volks- und Schützenfesten in der Region Hannover, wie dem Schützenfest Hannover und dem Maschseefest, ausgeschenkt. Auch wird es im Raum Hannover in einigen Gaststätten serviert. Das spezielle Lüttje-Lagen-Bier ist auch im Einzelhandel erhältlich.
Außerhalb der Region Hannover ist die Lüttje Lage weitgehend unbekannt. Gebraut wird die Bierspezialität in Hannover im Brauhaus Ernst August, der Gilde Brauerei und in der Privatbrauerei Herrenhausen.

## Trinkweise

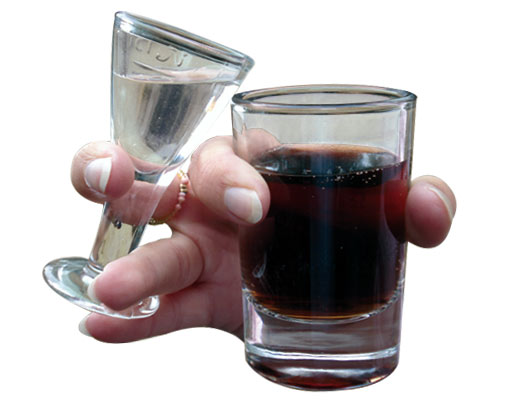
Handhaltung

Es gibt verschiedene Arten, die Lüttje Lage zu trinken. Ursprünglich goss man sich den Schnaps auf die Zunge und spülte ihn mit Bier hinunter. Etwa in den 1920er-Jahren kam die heute übliche Trinkweise auf, die Lüttje Lage aus zwei speziellen Gläsern gleichzeitig zu trinken. Ein kleines, niedriges Glas (5 cl) mit Lüttje-Lagen-Bier (3 Vol.-% Alkohol) wird zwischen Daumen und Zeigefinger genommen. Der Mittel- und der Ringfinger derselben Hand halten ein mit Korn gefülltes Schnapsglas (1 cl, 32 Vol.-% Alkohol). Beim Trinken werden die Gläser so angesetzt, dass das Schnapsglas über dem Bierglas liegt und der Kornbranntwein zusammen mit dem Bier in einem Zug getrunken wird. Da bei Ungeübten meist etwas Schnaps daneben geht, liegen häufig spezielle Schürzen oder Lätzchen bereit.